# Spermophilus ralli
Spermophilus ralli är en däggdjursart som ingår i släktet Spermophilus och familjen ekorrar. Inga underarter finns listade i Catalogue of Life.

## Taxonomi
De flesta arterna i det tidigare släktet Spermophilus har efter DNA-studier konstaterats vara parafyletiska med avseende på präriehundar, släktet Ammospermophilus och murmeldjur. Detta släkte har därför delats upp i flera släkten. Kvar i Spermophilus finns endast den gamla världens sislar, som, bland andra, denna art.

## Beskrivning
Sommarpälsen är gråaktig till gulbrun på ovansidan, med en del otydliga, ljusare fläckar. Sidorna är ljusare, och buken grågul. Vinterpälsen är generellt ljusare och mera rent grå. Svansen ovansida är rödbrun till ljusgul. Mot svansspetsen har den ett mörkt band med en vitgul spets. Kroppslängden är 20 till 23 cm, med en 6 till 7,5 cm lång svans. Vikten varierar mellan 290 och 405 g.

## Ekologi
Arten är en kolonibildande sisel som lever på ängsmarker där den gräver ett tunnelkomplex med flera utgångar. Den är dagaktiv, men drar sig ner i de underjordiska utrymmena när dagen är som hetast. Från sultet av augusti till tidiga september börjar den sin vintersömn, som varar till slutet av februari till början av mars. Siseln är allätare; födan består av vegetation, främst gräs, samt insekter och andra leddjur.
Arten leker strax efter vintersömnens avslutande. Efter 25 till 27 dygns dräktighet föder honan 3 till 7 ungar.

## Utbredning
Utbredningsområdet omfattar Kazakstan, Kirgizistan och den kinesiska provinsen Xinjiang.